# 歩兵第90連隊
歩兵第90連隊（ほへいだい90れんたい、歩兵第九十聯隊）は、大日本帝国陸軍の連隊の一つ。

## 沿革
当初は関東軍直轄部隊として編成された。その後、1941年（昭和16年）12月15日、軍令陸甲第92号により阿爾山駐屯隊司令部隷下部隊として錦州省錦県において編成完結。1942年（昭和17年）1月27日、軍旗拝受。同地の警備に当たった。間もなく錦西に移駐し同地の警備に当たった。同年5月、連隊本部と第1大隊は興安北省伊爾施へ、第2大隊は半打蓋へ、第3大隊は阿爾山へ移駐し、改編まで同地の警備に当たった。
1944年（昭和19年）6月、軍令陸甲第55号により復帰完結し、第107師団の隷下に入る。主力は阿爾山、その他は伊爾施およびハンダガヤにおいて編成完結し、外蒙国境監視や警備などに従事した。兵力補充は弘前師管区の歩兵第1補充隊で担当した。1945年（昭和20年）8月、ソ連対日参戦に伴い新京方面へ転進。興安北省牛汾台、五叉溝、西口などでソ連軍第19親衛狙撃師団と交戦し大損害を被り進路を変更して師団主力と共に山中を迂回。号什台にて再びソ連軍と交戦しこれを突破し興安南省音徳爾で武装解除となった。

## 歴代連隊長
| 代 | 氏名     | 在任期間             | 出身校・期 | 備考 |
| -- | -------- | -------------------- | ---------- | ---- |
| 1  | 副島太郎 | 1939.8.1 - 1942.5.21 | 陸士30期   | 戦死 |
| 2  | 副島二郎 |                      |            |      |
| 3  | 松村重夫 | 1944.7.8 -           | 陸士31期   |      |
| 4  | 早田正義 | - 終戦               | 少候10期   | 少佐 |